# James Gelfand
James Gelfand (Montréal, ...) è un compositore, musicista e arrangiatore canadese.
Ha composto musiche per film e serie televisive, tra cui: Pinocchio 3000 e Bullet in the Face.

## Filmografia parziale

### Cinema
- Jack Paradise (Les nuits de Montréal), regia di Gilles Noël (2004)
- Pinocchio 3000 - film d'animazione, regia di Daniel Robichaud (2004)
- Polo Nord - La magica città del Natale (Northpole), regia di Douglas Barr (2014)

### Televisione
- Emily e Alexander - Che tipi questi topi (The Country Mouse and the City Mouse Adventures) - serie TV d'animazione, 43 episodi (1998-1999)
- Hai paura del buio? (Are You Afraid of the Dark?) - serie TV, 4 episodi (1999-2000)
- Un'anatra in giallo (A Miss Mallard Mystery) - serie TV d'animazione, 12 episodi (2000)
- La vendetta di Diane (False Pretenses) - film TV, regia di Jason Hreno (2004)
- Swarmed - Lo sciame della paura (Swarmed) - film TV, regia di Paul Ziller (2005)
- Doctor*Ology - serie TV documentario (2007)
- Crusoe - serie TV, 7 episodi (2008-2009)
- Il mistero dei capelli scomparsi (Killer Hair) - film TV, regia di Jerry Ciccoritti (2009)
- Sfilata con delitto (Hostile Makeover) - film TV, regia di Jerry Ciccoritti (2009)
- Amori, affari e Babbo Natale (Desperately Seeking Santa) - film TV, regia di Craig Pryce (2011)
- Bullet in the Face - serie TV (2012)
- Exploding Sun - film TV, regia di Michael Robison (2013)